# Startpage
Pour la page d'accueil, voir Page d'accueil.
Startpage, initialement connu sous le nom d'Ixquick, est un métamoteur de recherche sur le Web.
Le moteur de recherche revendique une politique respectant la vie privée de ses utilisateurs, cependant cette politique est mise en doutes par des acteurs de la neutralité du net.

## Services

### Ixquick
Ixquick est fondé en 1998 par David Bodnick à New York,. Il fournit initialement un service métamoteur à l'aide de 14 moteurs de recherche et répertoires Internet différents (AOL, AlltheWeb, Altavista, Ask/Teoma, Bing, EntireWeb, Gigablast, Google, Open Directory, Wikipédia), ainsi que des moteurs d'images, d'actualités et MP3. Les résultats affichés constituent une synthèse de ceux renvoyés par les services de recherche interrogés.
En 2000, à la suite de soupçons de surveillance par les services de renseignement américains, le FBI et NSA des serveurs des grandes sociétés de l'internet comme Google, Yahoo, Facebook, Skype, Microsoft, Youtube, les services d'Ixquick sont transférés en Europe. La société Surfboard Holding BV basée à Zeist, aux Pays-Bas, dirigée par Robert E. G. Beens, acquiert Ixquick.
Les recherches peuvent s'effectuer dans quatre types d'éléments : Web, annuaire téléphonique, vidéos et images.
Ixquick fusionne avec Startpage le 26 mars 2016[réf. nécessaire].

### Startpage
Le 7 juillet 2009, la société lance Startpage, basé exclusivement sur les résultats du moteur de recherche de Google. Startpage, comme Ixquick, n'enregistre pas les adresses IP des internautes et offre les mêmes garanties de confidentialité.
Startpage est le moteur de recherche par défaut de Tor Browser jusqu'à la sortie de la version 4.5 en avril 2015.
Le 29 mars 2016, Ixquick.com fusionne avec le moteur de recherche Startpage.com.
En 2017, Startpage effectue environ 2 milliards de recherches. L'entreprise était l'une des 200 entreprises européennes qui s'opposaient à la mise en œuvre par la Commission fédérale des communications d'une politique mettant fin à la neutralité du net.
En août 2019, le site est à la position 1 327 du classement Alexa.
En octobre 2019, la société Privacy One Group Ltd, propriété de l'entreprise américaine spécialisé dans la collecte de données et la publicité ciblée System1 (en), acquiert une participation majoritaire dans Startpage, Cette acquisition questionne sur le respect de la vie privée,.
En mai 2020, Vivaldi annonce que le navigateur avait ajouté Startpage comme moteur de recherche facultatif.

#### Fonctionnalités
Le service est disponible en 18 langues et est personnalisable.
Ixquick fournit un service proxy, Ixquick Proxy, incorporé dans les moteurs de recherche Ixquick et Startpage, ce qui permet d'ouvrir un résultat de recherche individuellement via proxy. Sa spécificité  est censément le respect de la vie privée de l'utilisateur et affirme ne conserver aucune trace numérique des recherches effectuées, pas même l'adresse IP.

### Startmail
En juin 2013, la société annonce le lancement de Startmail, un service sécurisé et confidentiel de courrier électronique[réf. nécessaire].

## Controverse
Le rachat de Startpage par une filiale de System1 entraine l'expression de préoccupations :
- L'absence d'information sur les modalités de détention de Starpage par System1,
- l'intégration du conseil d'administration par un cofondateur du système1 et un investisseur extérieur,
- le délai de neuf mois dans la communication publique de ces changements,

- l'historique et le modèle d'entreprise de System1, qui comprend la collecte « autant de données que possible » et le profil des utilisateurs pour des publicités ciblées.
- le modèle d'entreprise contradictoire de System1 avec celui d'un véritable moteur de recherche privé.

## Communication

### Identités visuelles

Logo de 2000 à 2015[14].
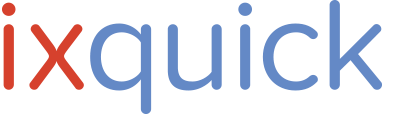
Logo de 2015 à 2018[14].
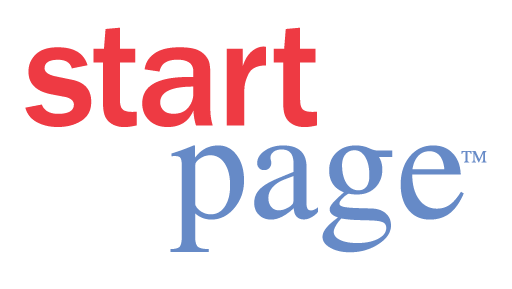
Logo de 2009 à 2015[15].
Logo de 2015 à 2018[15].
Logo de 2018 à 2020[15].
Logo de 2020 à 2021[15].
Logo depuis 2021[15].